# Vlaamse verkiezingen 2014/Kandidatenlijsten/sp.a
Dit zijn de kandidatenlijsten van de sp.a voor de Vlaamse verkiezingen van 2014. De verkozenen staan vetgedrukt.

## Antwerpen

### Effectieven
1. Caroline Gennez
2. Jan Bertels
3. Yasmine Kherbache
4. Güler Turan
5. Steve D'Hulster
6. Lieve Eyskens
7. Kris Eelen
8. Marc De Laet
9. Tatjana Scheck
10. Levi Wastyn
11. Kurt Vermeiren
12. Kelly Van Tendeloo
13. Jef Van Der Wee
14. Liesbet De Keersmaecker
15. Gilbert Jennes
16. Wendy Van Dorst
17. Annie Bwatu Nkaya
18. Fatma Akbas
19. Ine Peeters
20. Dorien Lievens
21. Farid Bennasser
22. Lies Snijders
23. Kristof Van Reusel
24. Carine Geyselings
25. Bram Bruynseels
26. Paula De Brie
27. Freddy Vermeiren
28. Cris Rutten
29. Gaetan Matondo Malek Namuisi
30. Elke Tweepenninckx
31. Geert Gijs
32. Erwin Pairon
33. Karim Bachar

### Opvolgers
1. Kathleen Deckx
2. Heiko Van Muylder
3. Johan De Vleeshouwer
4. Ann Peeters
5. Werner Hens
6. Agnes Aerts
7. Stijn Van Der Vliet
8. Shari Van Kerckhoven
9. Hocine Trari
10. Annemie Verbeiren
11. Jo Labens
12. Ronny Kruyniers
13. Mieke Vermeiren
14. Johan Riebeek
15. Anita Ceulemans
16. Leona Detiège

## Brussels Hoofdstedelijk Gewest

### Effectieven
1. Yamila Idrissi
2. Bert Anciaux
3. Sandra Noben
4. Paul Goberecht
5. Marco Van Dam
6. Els Witte

### Opvolgers
1. Rik Baeten
2. Bernadette Vriamont
3. Hicham Marso
4. Bea Meulemans
5. Francis Bergen
6. Christine Laureys

## Limburg

### Effectieven
1. Ingrid Lieten
2. Rob Beenders
3. Els Robeyns
4. Mustafa Aytar
5. Jasmine Vangrieken
6. Habib El Ouakili
7. Lotje Ory
8. Gerard Stassen
9. Karolien Eens
10. Mieke Mulders
11. Ellen Hoebrechts
12. Alessandro Cucchiara
13. Daan Deckers
14. Bernadette Verslegers
15. Maurice Webers
16. Jos Digneffe

### Opvolgers
1. Joke Quintens
2. Bert Moyaers
3. Kevin Drees
4. Valerie Plessers
5. Veerle Schoenmaekers
6. Sonja Surkyn
7. Kathleen Reweghs
8. Rudi Vanhees
9. Michel Stevens
10. Christel De Cuyper
11. Erika Princen
12. Patrick Lismont
13. Funda Oru
14. Frank Keunen
15. Ludwig Vandenhove
16. Chokri Mahassine

## Oost-Vlaanderen

### Effectieven
1. Freya Van Den Bossche
2. Kurt De Loor
3. Bart Van Malderen
4. Christel Geerts
5. Jan Roegiers
6. Issam Benali
7. Geert De Troyer
8. Goedele De Cock
9. Bertrand Vrijens
10. Bruno Matthys
11. Marnick Vaeyens
12. Patrick Flamez
13. Marjon Thienpondt
14. Nadia Othman
15. Niels De Rudder
16. Fatima Gökce
17. Martine Verheyden
18. Isabel Dellaert
19. Dominique Buysse
20. Dagmar Beernaert
21. Katja Daman
22. Freddy Depuydt
23. Johan Van Hove
24. Serdar Celik
25. Annelies Storms
26. Resul Tapmaz
27. Daniël Termont

### Opvolgers
1. Joris Vandenbroucke
2. Astrid De Bruycker
3. Gunther Deriemaker
4. Christophe Crève
5. Eleke Langeraert
6. Sandra De Smet
7. Lisa Houtman
8. Lien Depoorter
9. Wouter De Schepper
10. Vera De Loose
11. Stefanie Audenaerde
12. Deniz Özkan
13. Brunhilde Buyse
14. Tom De Vis
15. Hedwin De Clercq
16. Erwin Callebaut

## Vlaams-Brabant

### Effectieven
1. Bruno Tobback
2. Katia Segers
3. Gino Debroux
4. David Geladé
5. Fatima Lamarti
6. Peggy Massien
7. Dirk De Wulf
8. Nicole Van Emelen
9. Laila El Abouzi
10. Cil Cuypers
11. Jason Valgaerts
12. Mich De Winter
13. Martine Vanbever
14. Cedric Dujardin
15. Laura Jonville
16. Amy Gille
17. Johnny Reweghs
18. Daisy De Neef
19. Gerlant van Berlaer
20. Roel Anciaux

### Opvolgers
1. Else De Wachter
2. Gunther Janssens
3. Urbain Lavigne
4. Larissa Cobbaert
5. Geert Geuvens
6. Gerda Vandenplas
7. Hubert Biebaut
8. Elke Cauwenberghs
9. Kenny Peeters
10. Yasmine Aichouche
11. Nora Mouallali
12. Naomi Van Geel
13. Christine De Bondt
14. Dimitri Casteleyn
15. Eddy Vandenbosch
16. Jo De Clercq

## West-Vlaanderen

### Effectieven
1. John Crombez
2. Michèle Hostekint
3. Renaat Landuyt
4. Tine Soens
5. Michèle Casteleyn
6. Mathijs Goderis
7. Aaron Ooms
8. Melissa Depraetere
9. Christine Beke
10. M'Hamed Kasmi
11. Annelies Vandenbussche
12. Philip Bolle
13. Marc Claeys
14. Martine Devisscher
15. Kurt Grymonprez
16. Angelique Declercq
17. Aïsa Knockaert-Kaca
18. Lien Deblaere
19. Ulrike Vanhessche
20. Peter Roose
21. Jean Vandecasteele
22. Philippe De Coene

### Opvolgers
1. Steve Vandenberghe
2. Tundie D'Hont
3. Pablo Annys
4. Maxim Vermeeren
5. Ann Deseintebein
6. Enigo Vandendriessche
7. Nadia Hendrickx
8. Tom Beutens
9. Shaireen Aftab
10. Ward Gillis
11. Annuska Keersebilck
12. Robby Beekwee
13. Margot Baekelandt
14. Carine Vaes
15. Rik Debeaussaert
16. Myriam Vanlerberghe